# 미래혁신기술박람회
미래혁신기술박람회(Future Innovation Technology Expo, FIX 2024)는 대한민국 대구광역시에서 열리는 혁신기술 박람회로, 기존에 개별적으로 열어온 ‘대한민국 미래 모빌리티 엑스포’(DIFA), ‘대한민국 ICT 융합엑스포’, ‘대구국제로봇산업전’ 등을 통합한 것이다. 2024년 10월 23일부터 10월 26일까지 대구 엑스코(EXCO) 전관에서 개최된다.

## 개요
FIX 2024는 미래모빌리티, 로봇, ABB(AI, 빅데이터, 블록체인) 분야의 최첨단 신기술을 아우르는 국내 최대 규모의 혁신기술 통합 플랫폼으로, 463개 기업이 2071개의 부스를 통해 다양한 기술과 제품을 선보인다. "혁신기술이 바꿀 더 나은 미래"를 주제로 진행되며, 글로벌 기업 테슬라, 현대모비스, SK, KT 등이 참여하고 엔비디아, 로멜라 연구소 등 각 분야의 전문가들이 국제 컨퍼런스에 참여한다.

## 경제적 효과
대구정책연구원은 FIX 2024가 경제적으로 생산유발 효과 9332억 원, 부가가치 유발 2626억 원, 고용 유발 3263명을 창출할 것으로 전망하고 있다.